# 連起鳳
連起鳳，山西榆社縣人，清朝政治人物、進士出身。

## 生平
清顺治三年进士，授瑞昌縣知縣。